# Illa Gribbell
L'illa Gribbell és una illa de la costa de la província canadenca de la Colúmbia Britànica. Es troba al canal de Douglas, un dels fiords més importants de la costa de la Colúmbia Britànica. L'illa té una superfície és de 202 km².
Va rebre el nom el 1867 pel capità Daniel Pender en honor a Francis Barrow Gribbell, un capellà de l'Església d'Anglaterra. La Valhalla Wilderness Society ha batejat l'illa Gribbell com a "illa mare de l'ós blanc", en referència a l'Os de Kermode.